# Felsőbiharkristyór
Felsőbiharkristyór (Criștioru de Sus), település Romániában, a Partiumban, Bihar megyében.

## Fekvése
Vaskohtól délkeletre, a Kristyor-patak mellett, a Fekete-Körös közelében fekvő település.

## Története
Felsőkristyor (Kristyor) legrégibb neve Zaránd, majd később Zaránd-Kristyor volt, az 1900-as évek elején  pedig csak a mellette folyó patak után  Kristyornak nevezték.
nevét 1588-ban Kristyor néven említette oklevél .
1588-ban Chiscior 1693-ban Krisczo, 1808-ban Kristyor (Alsó-, Felső-), 1913-ban Biharkristyor néven írták.
Első ismert birtokosa a Geregye nemzetségből származó Pál országbíró volt, később pedig a Csanád nemzetségbeliek, majd a nagyváradi 1. sz. püspökség volt.
A 19. század első felében, Alsó- és Felső-jelzőkkel, mint ikerközség szerepelt.
Határában 1848-ban ütközet zajlott le.

1851-ben Fényes Elek írta a településről:
Kristyór, a váradi deák püspök vaskohi uradalmában, hegyen, völgyön szétszórva: 600 óhitü lakossal, anyatemplommal, s 9 fazekassal. Hegyes, kősziklás határa 3062 hold.

## Nevezetességek
Görög keleti temploma – 1833-ban épült.